# Real Betis Balompié 2017-2018
Questa voce raccoglie le informazioni riguardanti il Real Betis Balompié nelle competizioni ufficiali della stagione 2017-2018.

## Maglie e sponsor
| Casa | Trasferta | Terza divisa |

Sponsor ufficiale: easyMarkets
Fornitore tecnico: Kappa

## Organico

### Rosa
In corsivo i calciatori ceduti durante la stagione
| N. |                       | Ruolo | Calciatore       |
| -- | --------------------- | ----- | ---------------- |
| 1  | Spagna (bandiera)     | P     | Dani Giménez     |
| 2  | Spagna (bandiera)     | C     | Rafa Navarro     |
| 3  | Spagna (bandiera)     | C     | Javi García      |
| 4  | Marocco (bandiera)    | D     | Zouhair Feddal   |
| 5  | Spagna (bandiera)     | D     | Jordi Amat       |
| 6  | Spagna (bandiera)     | C     | Fabián Ruiz      |
| 7  | Spagna (bandiera)     | A     | Sergio León      |
| 8  | Spagna (bandiera)     | C     | Víctor Camarasa  |
| 9  | Paraguay (bandiera)   | A     | Antonio Sanabria |
| 10 | Algeria (bandiera)    | C     | Ryad Boudebouz   |
| 11 | Spagna (bandiera)     | C     | Matías Nahuel    |
| 12 | Costa Rica (bandiera) | A     | Joel Campbell    |
| 13 | Spagna (bandiera)     | P     | Antonio Adán     |
| 14 | Danimarca (bandiera)  | D     | Riza Durmisi     |
| 15 | Spagna (bandiera)     | D     | Marc Bartra      |
| 16 | Spagna (bandiera)     | C     | Loren            |

| N. |                     | Ruolo | Calciatore         |
| -- | ------------------- | ----- | ------------------ |
| 17 | Spagna (bandiera)   | A     | Joaquín (capitano) |
| 18 | Messico (bandiera)  | C     | Andrés Guardado    |
| 19 | Spagna (bandiera)   | D     | Antonio Barragán   |
| 20 | Spagna (bandiera)   | A     | Cristian Tello     |
| 21 | Romania (bandiera)  | C     | Alin Toșca         |
| 23 | Algeria (bandiera)  | D     | Aïssa Mandi        |
| 24 | Spagna (bandiera)   | A     | Rubén Castro       |
| 27 | Spagna (bandiera)   | A     | Francis            |
| 28 | Spagna (bandiera)   | D     | Junior Firpo       |
| 29 | Colombia (bandiera) | C     | Juan Narváez       |
| 31 | Spagna (bandiera)   | P     | Pau López          |
| 33 | Spagna (bandiera)   | D     | Carlos Redruello   |
| 34 | Spagna (bandiera)   | D     | Aitor Ruibal       |
| 35 | Spagna (bandiera)   | C     | Julio Gracia       |
| 41 | Spagna (bandiera)   | P     | Dani Rebollo       |

## Calciomercato

### Sessione estiva
| Acquisti         | Acquisti           | Acquisti              | Acquisti                   |
| R.               | Nome               | da                    | Modalità                   |
| ---------------- | ------------------ | --------------------- | -------------------------- |
| C                | Ryad Boudebouz     | Montpellier           | definitivo (7 milioni €)   |
| C                | Víctor Camarasa    | Levante               | definitivo (7 milioni €)   |
| A                | Cristian Tello     | Barcellona            | definitivo (4 milioni €)   |
| A                | Sergio León        | Osasuna               | definitivo (3,5 milioni €) |
| C                | Andrés Guardado    | PSV                   | definitivo (2,5 milioni €) |
| D                | Zouhair Feddal     | Alavés                | definitivo (2,5 milioni €) |
| C                | Javi García        | Zenit San Pietroburgo | definitivo (1,5 milioni €) |
| A                | Joel Campbell      | Arsenal               | prestito                   |
| D                | Antonio Barragán   | Middlesbrough         | prestito                   |
| D                | Jordi Amat         | Swansea City          | prestito                   |
| Altre operazioni |                    |                       |                            |
| R.               | Nome               | da                    | Modalità                   |
| A                | Francisco Portillo | Getafe                | fine prestito              |
| C                | Dani Pacheco       | Getafe                | fine prestito              |
| C                | Didier Digard      | Osasuna               | fine prestito              |
| C                | Fabián Ruiz        | Elche                 | fine prestito              |

| Cessioni         | Cessioni           | Cessioni         | Cessioni                    |
| R.               | Nome               | da               | Modalità                    |
| ---------------- | ------------------ | ---------------- | --------------------------- |
| C                | Dani Ceballos      | Real Madrid      | definitivo (16,5 milioni €) |
| D                | Cristiano Piccini  | Sporting Lisbona | definitivo (2,87 milioni €) |
| C                | Petros             | San Paolo        | definitivo (2,5 milioni €)  |
| C                | Jonas Martin       | Strasburgo       | definitivo (1,5 milioni €)  |
| A                | Francisco Portillo | Getafe           | definitivo (1,5 milioni €)  |
| C                | Dani Pacheco       | Getafe           | definitivo (1 milione €)    |
| D                | Bruno González     | Getafe           | definitivo (600 mila €)     |
| D                | Germán Pezzella    | Fiorentina       | prestito (500 mila €)       |
| A                | Álvaro Cejudo      | Western Sydney   | gratuito                    |
| A                | Roman Zozulya      | Albacete         | gratuito                    |
| D                | Álex Martínez      | Granada          | gratuito                    |
| C                | Darko Brasanac     | Leganés          | prestito                    |
| A                | Álex Alegría       | Levante          | prestito                    |
| A                | Rubén Castro       | Guizhou Zhicheng | prestito                    |
| D                | Didier Digard      |                  | svincolato                  |
| Altre operazioni |                    |                  |                             |
| R.               | Nome               | da               | Modalità                    |
| C                | Rubén Pardo        | Real Sociedad    | fine prestito               |
| D                | Ryan Donk          | Galatasaray      | fine prestito               |

### Sessione invernale
| Acquisti         | Acquisti         | Acquisti          | Acquisti                    |
| R.               | Nome             | da                | Modalità                    |
| ---------------- | ---------------- | ----------------- | --------------------------- |
| D                | Marc Bartra      | Borussia Dortmund | definitivo (10,5 milioni €) |
| Altre operazioni |                  |                   |                             |
| R.               | Nome             | da                | Modalità                    |
| C                | Felipe Gutiérrez | Internacional     | fine prestito               |
| A                | Rubén Castro     | Guizhou Zhicheng  | fine prestito               |

| Cessioni | Cessioni         | Cessioni      | Cessioni              |
| R.       | Nome             | da            | Modalità              |
| -------- | ---------------- | ------------- | --------------------- |
| D        | Alin Tosca       | Benevento     | prestito (100 mila €) |
| C        | Felipe Gutiérrez | Sporting K.C. | gratuito              |
| A        | Juan Narváez     | Córdoba       | prestito              |
| C        | Matías Nahuel    | Villarreal    | fine prestito         |